# Gonzalo Di Renzo
Gonzalo Di Renzo (Bahía Blanca, 30 de diciembre de 1995) es un futbolista argentino que se desempeña en la posición de delantero y actualmente juega en el Talavera CF de la Primera Federación de España.

## Clubes
| Equipo                    | País           | Año        | PJ | G  |
| ------------------------- | -------------- | ---------- | -- | -- |
| Lanús                     | Argentina      | 2015-2016  | 29 | 0  |
| Sarmiento (Cedido)        | Argentina      | 2016-2017  | 19 | 0  |
| Patronato (Cedido)        | Argentina      | 2017       | 8  | 0  |
| ACD Lara (Cedido)         | Venezuela      | 2019       | 19 | 1  |
| San Antonio FC (Cedido)   | Estados Unidos | 2020-2021  | 17 | 3  |
| Estudiantes               | Argentina      | 2021       | 17 | 0  |
| Unión Deportiva Lanzarote | España         | 2022-2024. | 60 | 36 |
| Ourense Club de Fútbol    | España         | 2024-Act.  | 27 | 9  |